# Fiesta Nacional del Pacú
La Fiesta Nacional del Pacú es una emblemática festividad que se realiza anualmente en la ciudad de Esquina, situada en el departamento homónimo, al sudoeste de la provincia argentina de Corrientes. El evento principal es una competencia de pesca deportiva embarcada sobre las aguas del río Paraná y del río Corrientes, que tiene como especie exclusiva al pacú, pez de alto valor deportivo.

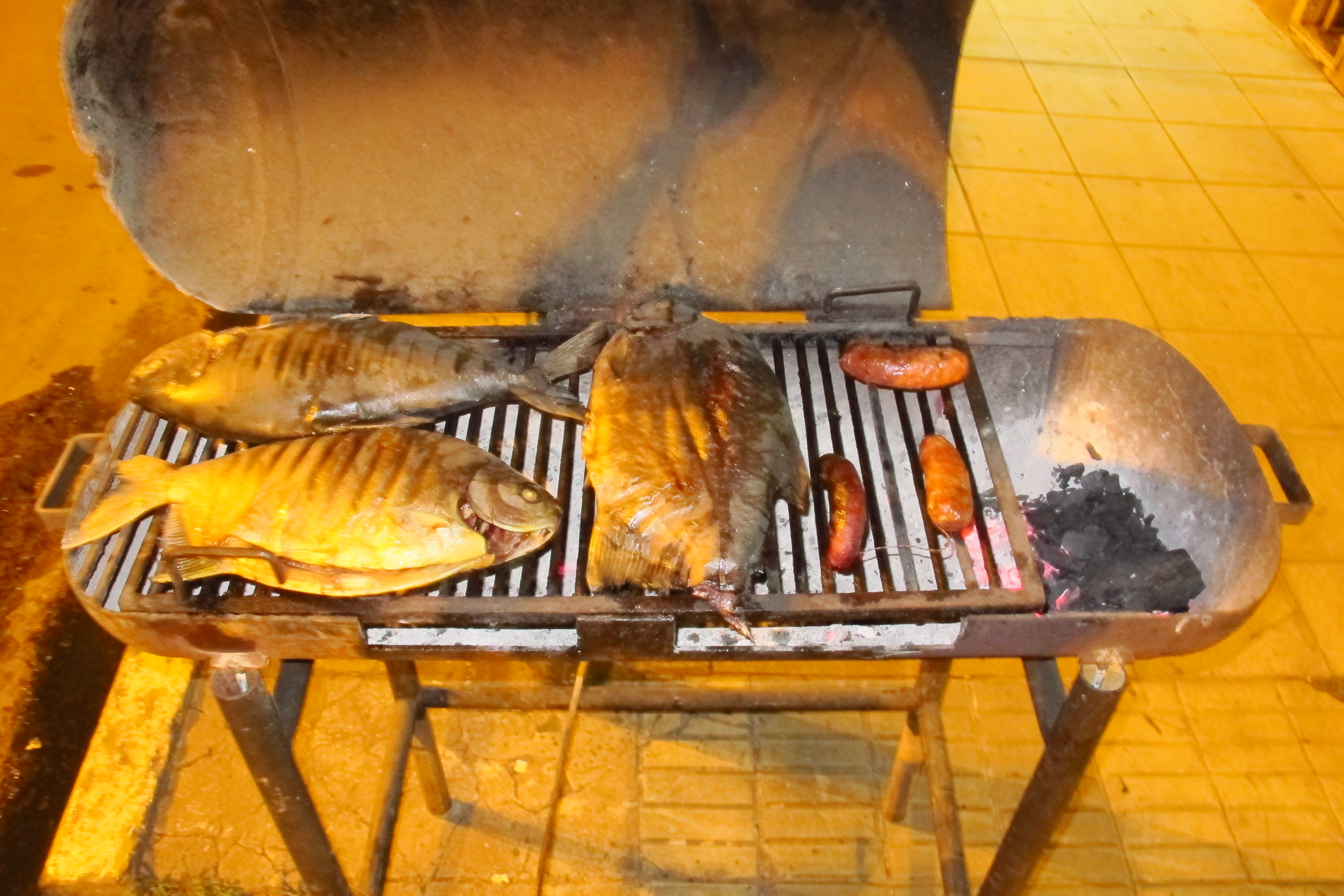
Pacúes a la parrilla. Este pez posee excelente carne.

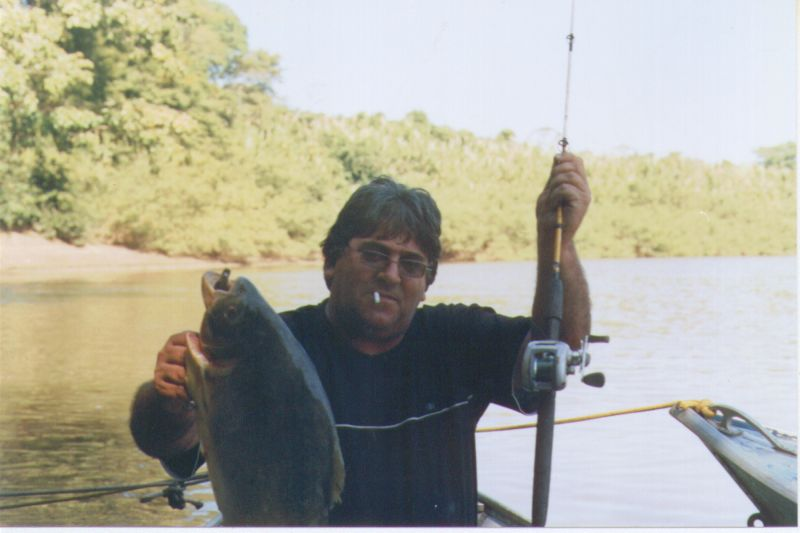
Pesca del pacú.

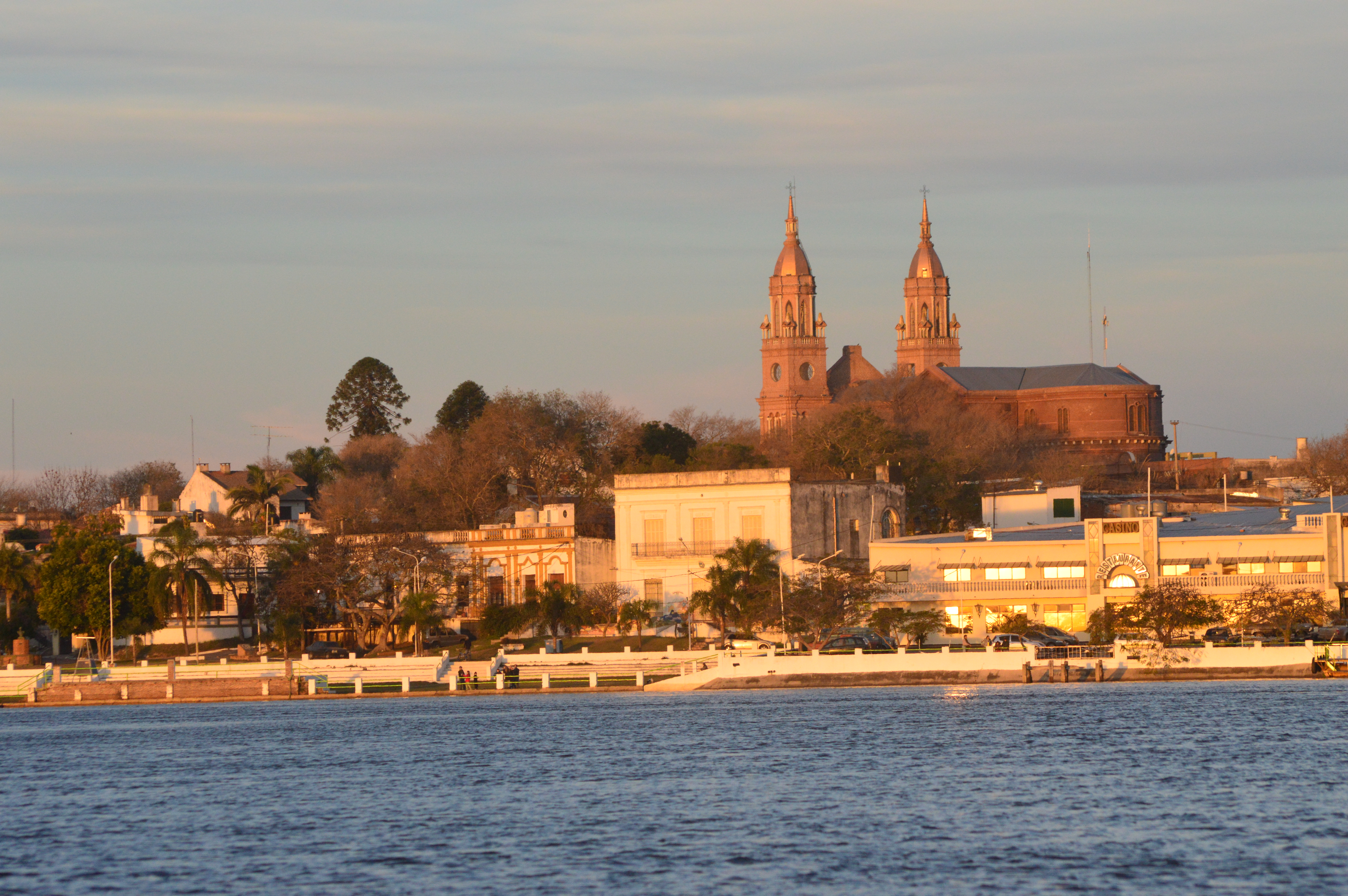
Vista desde el río Corriente de la ciudad de Esquina.

## El pacú en Esquina
Frente a la ciudad correntina de Esquina se abre un extenso delta conformado por la desembocadura del río Corrientes inferior en el río Paraná medio, justo antes que este último reciba también por su margen izquierda (la oriental) a otro importante río, el Guayquiraró. Esta conjunción de grandes cursos fluviales crea una multitud de biotopos acuáticos, (canales, brazos, lagunas, esteros, islas inundables, arroyos, ríos, etc.) ribeteados por lujuriosa vegetación selvática marginal. Estas condiciones son ideales para el pacú o piraí, un pez migratorio de alto valor deportivo y de excelente carne (la de mejor calidad de entre las especies del sistema del Plata), por lo cual es criado en establecimientos acuícolas. Las selvas marginales le proveen de buena parte de su alimento, ya que come los frutos de muchas especies arbóreas, para las cuales este pez es uno de sus diseminadores. También preda sobre moluscos, insectos, peces, etc. 
Este pez atrae tanto por el combate que ofrece al ser prendido por el pescador como por los importantes portes que ofrecen los ejemplares de la zona, los que rondan los 5 kg pero que excepcionalmente rondan los 18 kg.
Esquina atrae turistas no solo para practicar pesca deportiva sino también por sus carnavales, su cultura y su balneario, con playas de arenas claras y aguas cálidas en la temporada estival.

## El Concurso Nacional de Pesca del Pacú
La fiesta se realiza todos los años en la ciudad de Esquina, generalmente durante febrero o principios de marzo. Es organizada por la Comisión Esquinense de Pesca (COESPE), conformada por la unión de los esfuerzos de la municipalidad de Esquina, las barras pesqueras y agrupaciones de pescadores, el Club Náutico y Pesca “Brown”, la Cámara Empresarial de Turismo y la Cámara de Comercio de Esquina. En el verano de 2015 se realizó la vigésimo novena edición. La número 30 está prevista para los días 5, 6 y 7 de febrero de 2016. Posee carácter nacional por resolución de la Secretaría de Comercio Exterior de la nación.
En este concurso participan pescadores de toda la Argentina así como también de otros países. El concurso de pesca embarcado congrega a cientos de lanchas con equipos compuestos por 3 o 4 pescadores, los que salen a las 8.30 h y regresan a las 18 h.
La limpieza del evento es fiscalizada por 15 embarcaciones situadas en puntos estratégicos.
La medida autorizada para el pacú según la disposición 222 de Recursos Naturales de la provincia de Corrientes es a partir de los 35 cm. Cada captura que posean esta medida será fiscalizada por la Federación Correntina de Pesca, quien la pesará y medirá, para posteriormente ser retornada a las aguas sana y salva. Se buscó negociar con la dirección de Flora y Fauna provincial a los efectos de disminuir a 30 cm la longitud mínima de las piezas que pueden ser aptas para ser fiscalizadas.
Según los mayores ejemplares obtenidos, son entregados a los ganadores premios y trofeos durante la cena o almuerzo show de camarería y clausura.
Premios
Dentro del torneo “Piquiro Gutiérrez”, se otorgan premios al equipo que capturó la pieza mayor de pacú (trofeo “Henry Matto”) y los siguientes en tamaño y al mejor equipo por puntos acumulados (trofeo “Cacho Rebechi”) junto con los siguientes. También se premia al guía de pesca mejor clasificado por equipos (trofeo “Lobo Caferatta”). Reciben premios así mismo el pescador extranjero más lejano y su par nacional, la barra pesquera más numerosa, etc. También hay sorteos entre todos los pescadores participantes y entre barras pesqueras conformadas con 10 o más equipos.

### Eventos paralelos
La fiesta es acompañada de manera paralela por otras actividades y acontecimientos populares, entre los que se encuentran el Festival-Pacú (un festival con espectáculos musicales, chamameceros y recitales y conciertos de artistas consagrados, en el anfiteatro municipal-predio Costanera), la elección de la Reina Nacional del Pacú, el “Torneo de Pesca de Costa con devolución” (a orillas del río Corriente), competencias de ciclismo (organizada por la Peña Ciclística Esquina y COESPE), 
torneos de truco y pádel, actividades acuáticas deportivas en las aguas del río Corriente (corredores del Campeonato Argentino de Motonáutica), etc.
Destaca en especial la “Expo-Pacú”, durante 3 días y organizada por la municipalidad. Se trata de una exposición comercial turística y productiva con especial énfasis en caza, pesca, náutica, camping y actividades outdoor, además de la promoción de artesanos locales y distintas actividades culturales (exposiciones de libros, fotos, cuadros y esculturas). El evento se despliega en el predio Costanera en la ribera esquinense.